# 卡斯泰尔维耶伊
卡斯泰尔维耶伊（法語：Castelvieilh，法語發音：[kastɛlvjɛj]）是法国上比利牛斯省的一个市镇，属于塔布区。

## 地理
卡斯泰尔维耶伊（43°17'6"N, 0°11'46"E）面积5.31 平方千米，位于法国奧克西塔尼大區上比利牛斯省，该省份为法国西南部内陆省份，北至热尔省，西接大西洋比利牛斯省，南与西班牙接壤，东临上加龙省。
与卡斯泰尔维耶伊接壤的市镇（或旧市镇、城区）包括：布伊-佩勒伊、卡巴纳克、谢勒德巴、马尔克里、马尔塞扬、普亚斯特吕克。

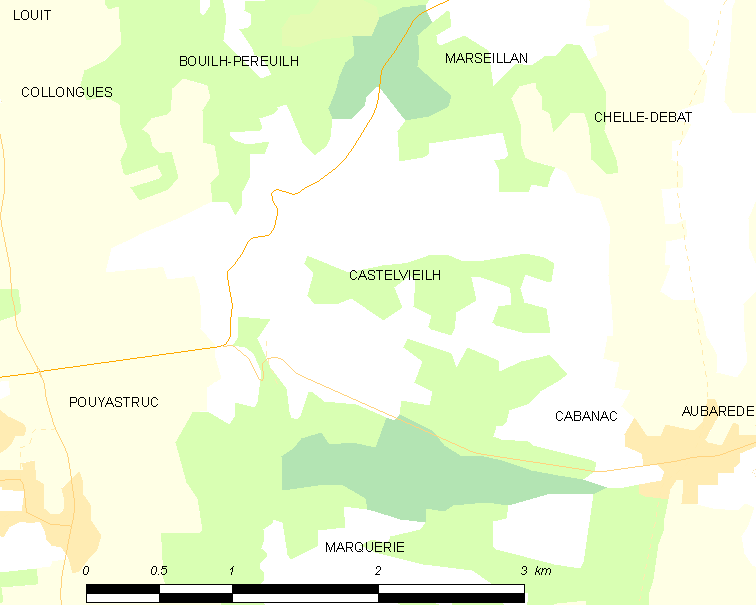
卡斯泰尔维耶伊的OSM定位图

卡斯泰尔维耶伊的时区为UTC+01:00、UTC+02:00（夏令时）。

## 行政
卡斯泰尔维耶伊的邮政编码为65350，INSEE市镇编码为65131。

## 政治
卡斯泰尔维耶伊所属的省级选区为山丘县。

## 人口

1962-2008年间卡斯泰尔维耶伊人口变化图示

卡斯泰尔维耶伊于2022年1月1日时的人口数量为243人。